# Barry Gordon (Schauspieler)

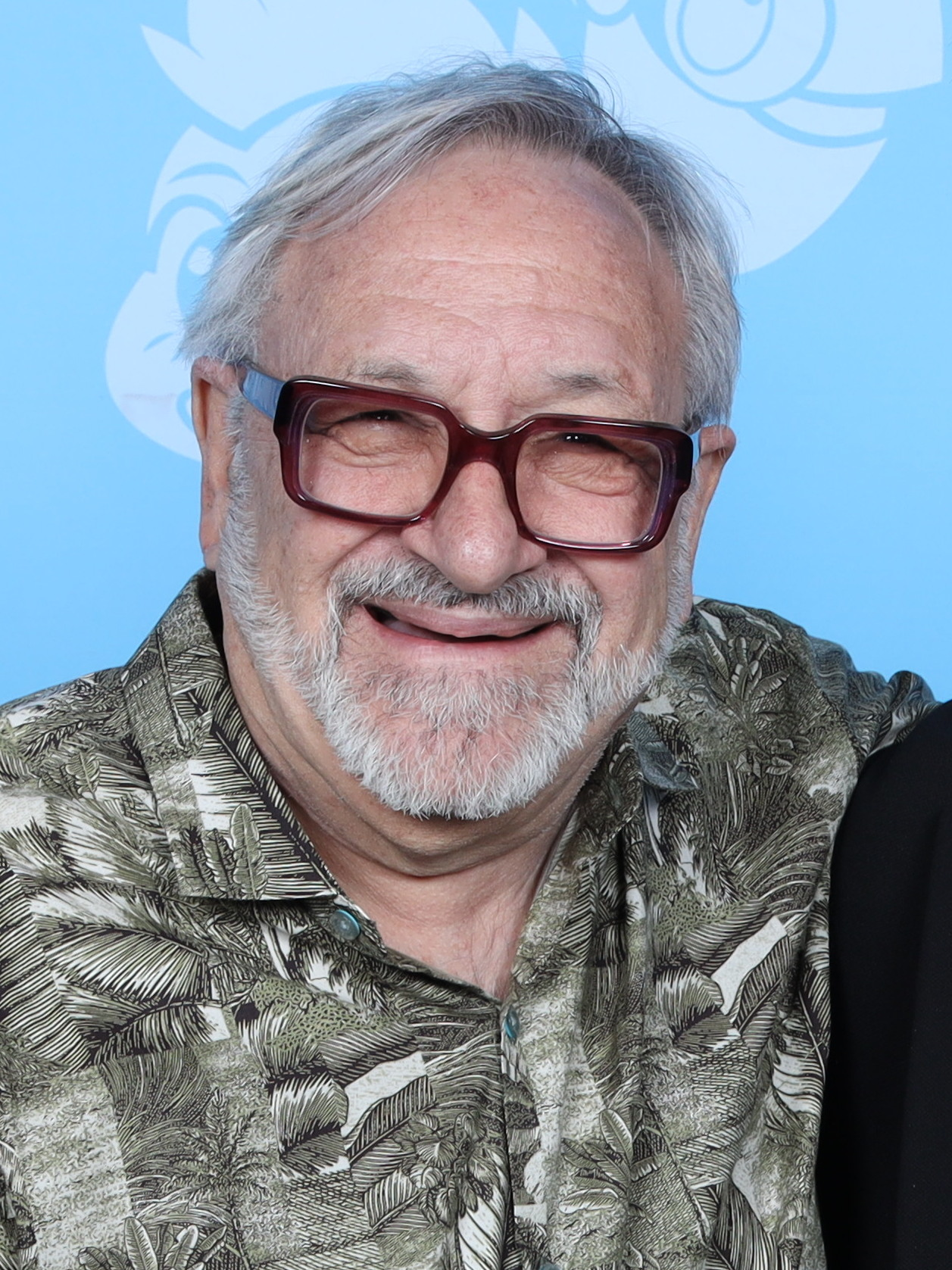
Barry Gordon (2024)

Barry Gordon (* 21. Dezember 1948 in Brookline, Massachusetts) ist ein US-amerikanischer Schauspieler und Synchronsprecher.

## Leben und Karriere
Gordon steht seit seinem sechsten Lebensjahr vor der Kamera. In seiner Kindheit spielte er unter anderem einen Zeitungsjungen in Frank Tashlins Musikkomödie The Girl Can’t Help It von 1956 und war 1960 in einer Episode der Fernsehserie Erwachsen müßte man sein zu sehen. Im Alter von 13 Jahren stand er 1962 im Stück Tausend Clowns an der Seite von Jason Robards zum ersten und bislang einzigen Mal am Broadway auf der Bühne. Für die Rolle des Nick Burns wurde er 1963 für den Tony Award nominiert.
Gordon wurde vor allem von 1987 bis 1994 durch seine Synchronisation der Schildkröte Donatello in der Zeichentrickserie Teenage Mutant Hero Turtles einem breiten Publikum bekannt. Auch lieh er bereits davor von 1981 bis 1990 dem Schlumpf Schlaubi in Die Schlümpfe seine Stimme. Vor der Kamera war Gordon auch in den Star-Trek-Serien Deep Space Nine und Raumschiff Voyager zu sehen sowie in einer Episode der Fernsehserie Emergency Room – Die Notaufnahme. 1999 stand er auch für den Film Grüne Wüste von Regisseur Anno Saul in Deutschland vor der Kamera.
1988 übernahm Gordon die Präsidentschaft der Screen Actors Guild, der Schauspielergewerkschaft Hollywoods, ein Amt, das er bis 1995 bekleidete.
Barry Gordon ist verheiratet und Vater eines Sohnes.

## Politische Ambitionen
Barry Gordon, der Mitglied der Demokraten ist, kandidierte 1996 erstmals für Kalifornien für einen Sitz im Repräsentantenhaus der Vereinigten Staaten, verlor jedoch die Vorwahl gegen Doug Kahn, der wiederum bei der Wahl gegen den republikanischen Amtsinhaber James E. Rogan verlor. 1998 versuchte es Gordon erneut, und konnte die Vorwahlen dieses Mal für sich entscheiden. Bei der Wahl jedoch unterlag Gordon Rogan mit 46 % zu 51 % der Stimmen. Seine politischen Erfahrungen nutzt Gordon seit 2007 als Dozent für Politik- und Medienwissenschaften an der University of California, Los Angeles.
Auch engagiert sich Gordon in sozialen und karitativen Belangen und ist Sponsor von Camp Will-A-Way, einem Ferienlager für geistig und körperlich behinderte Kinder.

## Filmografie (Auswahl)
- 1956: Make Room for Daddy (Fernsehserie, eine Folge)
- 1956: The Girl Can’t Help It
- 1960: Erwachsen müßte man sein (Leave It to Beaver; Fernsehserie, zwei Folgen)
- 1960: Aschenblödel (Cinderfella)
- 1962: Die Sprache der Gewalt (Pressure Point)
- 1962: Hands of a Stranger
- 1965: Tausend Clowns (A Thousand Clowns)
- 1979: Liebe auf den ersten Biss (Love at First Bite)
- 1982: Fleischklops und Spaghetti (Meatballs and Spagetthi; Zeichentrickserie, Stimme)
- 1984–1988: Die Schnorchels (Snorks; Zeichentrickserie, 65 Folgen, Stimme)
- 1986: Verschwitzte Körper (Body Slam)
- 1987–1996: Teenage Mutant Hero Turtles (Zeichentrickserie, 192 Folgen, Stimme)
- 1991: Object of Beauty (The Object of Beauty)
- 1993: Star Trek: Deep Space Nine (Fernsehserie, eine Folge)
- 1993–1994: Swat Kats: The Radical Squadron (Zeichentrickserie, 23 Folgen, Stimme)
- 1994–2000: New York Cops – NYPD Blue (NYPD Blue; Fernsehserie, drei Folgen)
- 1999: Grüne Wüste
- 1999/2000: Allein unter Nachbarn (The Hughleys; Fernsehserie, zwei Folgen)
- 2000: Emergency Room – Die Notaufnahme (ER; Fernsehserie, eine Folge)
- 2001: Star Trek: Raumschiff Voyager (Star Trek: Voyager; Fernsehserie, eine Folge)
- 2002: Becker (Fernsehserie, eine Folge)
- 2004/2005: Lass es, Larry! (Curb Your Enthusiasm; Fernsehserie, zwei Folgen)
- 2011: Losing Control
- 2014–2017: Teenage Mutant Ninja Turtles (Zeichentrickserie, fünf Folgen, Stimme)